# Walangsawah
Walangsawah is een bestuurslaag in het regentschap Lembata van de provincie Oost-Nusa Tenggara, Indonesië. Walangsawah telt 905 inwoners (volkstelling 2010).